# رود درکول
رود درکول (انگلیسی: Derkul) یک رودخانه در استان روستوف کشور روسیه است.